# Robbie Keane
Robert David Keane (ur. 8 lipca 1980 w Dublinie) – irlandzki piłkarz, który występował na pozycji napastnika. W latach 1998-2016 wielokrotny reprezentant Irlandii. Posiada najwięcej występów oraz bramek w historii reprezentacji Irlandii. Uczestnik Mistrzostw Świata w 2002 oraz dwukrotny uczestnik Mistrzostw Europy w 2012 i 2016 roku. 
W swojej karierze występował między innymi w takich klubach jak: Tottenham Hotspur, Liverpool F.C, Wolverhampton, Inter Mediolan czy La Galaxy.

## Kariera
Swoją profesjonalną karierę rozpoczynał w 1997 roku w Wolverhampton Wanderers, skąd dwa lata później przeniósł się do Coventry City. W 2000 roku został zawodnikiem włoskiego Interu Mediolan. Nie grał tam długo, bo już po kilku miesiącach powrócił do Anglii. Został w grudniu tego samego roku wypożyczony, a później sprzedany do Leeds United. Od 2002 do 2008 roku był piłkarzem Tottenhamu Hotspur. 28 lipca 2008 roku, podpisał on czteroletni kontrakt z Liverpoolem, do którego przyszedł za sumę ok. 20 mln euro. Podczas przedłużonego okienka transferowego w Anglii Keane powrócił na White Hart Lane za 12 milionów euro. 1 lutego 2010 roku został wypożyczony do zespołu Celtic Glasgow. Debiutancką bramkę strzelił 7 lutego w wygranym 4:2 meczu przeciwko Dunfermline Athletic. W ciągu roku zagrał dla klubu z Celtic Park w 19 meczach i zdobył 16 bramek. Od początku sezonu 2010/11 ponownie reprezentował barwy Tottenhamu Hotspur. W styczniu 2011 został wypożyczony do West Hamu United. Przed rozpoczęciem sezonu 2011/2012 przeszedł do drużyny MLS Los Angeles Galaxy, która w 2011 roku zdobyła mistrzostwo MLS. 1 stycznia 2017 rozwiązał umowę z Los Angeles Galaxy. 4 sierpnia jego nowym pracodawcą został indyjski klub Atlético de Kolkata.
Podczas przerwy między sezonowej w Major League Soccer został wypożyczony do angielskiego klubu Aston Villi.
1 lipca 2018 roku zakończył piłkarską karierę.

## Reprezentacja
Keane jest najskuteczniejszym strzelcem w historii reprezentacji Irlandii, w której zadebiutował w 1998 roku. Był członkiem kadry na Mistrzostwach Świata 2002. Na azjatyckich boiskach zdobył trzy bramki i poprowadził reprezentację do 1/8 finału. Na swoim koncie ma 68 trafień i 146 występów. Ostatniego gola w kadrze zdobył 31 sierpnia 2016 roku w swoim pożegnalnym meczu z reprezentacją Omanu wygranym przez zawodników Irlandii 4-0.
Jest rekordzistą pod względem występów i zdobytych bramek w reprezentacji Irlandii.

## Sukcesy

### Tottenham Hotspur
- Puchar Ligi Angielskiej: 2007/08
- Uczestnik Ligi Mistrzów: 2010/11

### Liverpool FC
- Wicemistrz Anglii: 2008/09
- Uczestnik Ligi Mistrzów: 2008/09

### LA Galaxy
- MLS Cup: 2010/11, 2011/12, 2013/14
- Supporters' Shield: 2010/11

### Reprezentacja Irlandii
- Zwycięzca Mistrzostw Europy U-19 w piłce nożnej

### Indywidualne
- FAI International Football Awards: 1998, 1999[4]
- Piłkarz roku Tottenhamu: 2003, 2005/06, 2007/08[5]
- Premier League Player of the Month: Sierpień 1999, Styczeń 2001, Kwiecień 2007[6]
- PFA Team of the Year: 1997/98[7]
- Zawodnik miesiąca ligi szkockiej: Marzec 2010
- Piłkarz roku Celtica: 2009/10
- MLS Best XI: 2012, 2013, 2014, 2015[8]
- Major League Soccer MVP: 2014[9]
- MLS Cup 2014: Najlepszy zawodnik pucharu[10]
- MLS All-Star Game: 2015[11]
- Najbardziej wartościowy piłkarz MLS: 2012, 2013, 2014, 2015